# Боско ди Кајацо (Казерта)
Боско ди Кајацо је насеље у Италији у округу Казерта, региону Кампанија.
Према процени из 2011. у насељу је живело 288 становника. Насеље се налази на надморској висини од 139 м.